# NGC 2411
NGC 2411 est une galaxie elliptique située dans la constellation des Gémeaux. NGC 2411 a été découverte par l'astronome français Édouard Stephan en 1885.

## Caractéristiques
Sa vitesse par rapport au fond diffus cosmologique est de 5 149 ± 19 km/s, ce qui correspond à une distance de Hubble de 75,9 ± 5,3 Mpc (∼248 millions d'al).